# Varistor
En varistor eller en VDR-modstand er en elektronisk komponent med en "diode-lignende" ikke-linear strøm–spænding karakteristik. Varistornavnet er en portmanteau af eng. variable resistor. Varistorer anvendes ofte til at beskytte elektriske kredsløb mod potentielt ødelæggende transient-spændinger ved at indlejre dem i kredsløbet på en sådan måde at de afleder for store strømme væk fra følsomme komponenter. En varistors funktion er at lede øgede strømme væk når spændingen over den passerer en tærskelværdi.

## Metaloxid varistor
Den almindeligste type af varistorer er MOV (akronym eng. Metal Oxide Varistor). Den indeholder en keramisk masse af zinkoxid korn, i en matrix af andre metaloxider (små mængder af bismut, kobolt, mangan) lagt mellem to metalplader (elektroderne). Grænsen mellem hvert korn og dets naboer udgør en ensretterdiode-overgang, som kun tillader strøm af flyde en vej. Mængden af de tilfældigt placerende korn er ækvivalent til en masse parallelt og seriekoblede diodepar, hvert par i parallel med mange andre par. Når en lille eller moderat spænding påtrykkes elektroderne flyder der kun en lille strøm – diodelækstrømmene. Når en stor spænding påtrykkes, flyder en stor strøm. Resultatet af denne opførsel er en ulinear strøm-spændingskarakteristik, hvor en MOV har en høj modstand ved lave spændinger og en lav modstand ved høje spændinger.
Følgestrømme som resultat af et lynnedslag kan forårsage en så stærk strøm, at varistoren skades permanent. Hyppigst skyldes varistorfejl varmeeffekter. som forårsager en løbsk selvforstærkende opvarmning. Dette skyldes, at mangel på ensartethed af de mange kornovergange bevirker, at varistoren fejler.